# Open Sud de France
El Torneig de Montpeller, conegut oficialment com a Open Sud de France, i anteriorment Grand Prix de Tennis de Lyon, és un torneig de tennis professional que es disputa anualment sobre pista dura a l'Arena Montpellier de Montpeller, França. Pertany a les sèries 250 del circuit ATP masculí i se celebra a finals d'octubre.
El torneig es va crear l'any 1987 a la ciutat de Lió. Es va celebrar en el Palau dels esports de Gerland de Lió fins al 2009, quan es va traslladar a la seu actual de Montpeller. L'any 2011 no es va celebrar l'esdeveniment que s'havia de disputar a finals d'octubre, i es va desplaçar el gener de 2012.

## Palmarès

### Individual masculí
| Localització | Any  | Campió                | Finalista             | Resultat            |
| ------------ | ---- | --------------------- | --------------------- | ------------------- |
| Montpeller   | 2025 | Félix Auger-Aliassime | Aleksandar Kovacevic  | 6−2, 6−7(7), 7−6(2) |
| Montpeller   | 2024 | Alexander Bublik (2)  | Borna Ćorić           | 5−7, 6−2, 6−3       |
| Montpeller   | 2023 | Jannik Sinner         | Maxime Cressy         | 7−6(3), 6−3         |
| Montpeller   | 2022 | Alexander Bublik      | Alexander Zverev      | 6−4, 6−3            |
| Montpeller   | 2021 | David Goffin          | Roberto Bautista Agut | 5−7, 6−4, 6−2       |
| Montpeller   | 2020 | Gaël Monfils (3)      | Vasek Pospisil        | 7−5, 6−3            |
| Montpeller   | 2019 | Jo-Wilfried Tsonga    | Pierre-Hugues Herbert | 6−4, 6−2            |
| Montpeller   | 2018 | Lucas Pouille         | Richard Gasquet       | 7−6(2), 6−4         |
| Montpeller   | 2017 | Alexander Zverev      | Richard Gasquet       | 7−6(4), 6−3         |
| Montpeller   | 2016 | Richard Gasquet (4)   | Paul-Henri Mathieu    | 7−5, 6−4            |
| Montpeller   | 2015 | Richard Gasquet       | Jerzy Janowicz        | 3−0, retirada       |
| Montpeller   | 2014 | Gaël Monfils          | Richard Gasquet       | 6−4, 6−4            |
| Montpeller   | 2013 | Richard Gasquet       | Benoît Paire          | 6−2, 6−3            |
| Montpeller   | 2012 | Tomáš Berdych         | Gaël Monfils          | 6−2, 4−6, 6−3       |
| Montpeller   | 2011 | No celebrat           | No celebrat           | No celebrat         |
| Montpeller   | 2010 | Gaël Monfils          | Ivan Ljubičić         | 6−2, 5−7, 6−1       |
| Lió          | 2009 | Ivan Ljubičić (2)     | Michaël Llodra        | 7−5, 6−3            |
| Lió          | 2008 | Robin Söderling (2)   | Julien Benneteau      | 6−3, 6−7(5), 6−1    |
| Lió          | 2007 | Sébastien Grosjean    | Marc Gicquel          | 7−6(5), 6−4         |
| Lió          | 2006 | Richard Gasquet       | Marc Gicquel          | 6−3, 6−1            |
| Lió          | 2005 | Andy Roddick          | Gaël Monfils          | 6−3, 6−2            |
| Lió          | 2004 | Robin Söderling       | Xavier Malisse        | 6−2, 3−6, 6−4       |
| Lió          | 2003 | Rainer Schüttler      | Arnaud Clément        | 7−5, 6−3            |
| Lió          | 2002 | Paul-Henri Mathieu    | Gustavo Kuerten       | 4−6, 6−3, 6−1       |
| Lió          | 2001 | Ivan Ljubičić         | Younes El Aynaoui     | 6−3, 6−2            |
| Lió          | 2000 | Arnaud Clément        | Patrick Rafter        | 7−6(2), 7−6(5)      |
| Lió          | 1999 | Nicolás Lapentti      | Lleyton Hewitt        | 6−3, 6−2            |
| Lió          | 1998 | Àlex Corretja         | Tommy Haas            | 2−6, 7−6(6), 6−1    |
| Lió          | 1997 | Fabrice Santoro       | Tommy Haas            | 6−4, 6−4            |
| Lió          | 1996 | Ievgueni Kàfelnikov   | Arnaud Boetsch        | 7−5, 6−3            |
| Lió          | 1995 | Wayne Ferreira        | Pete Sampras          | 7−6(2), 5−7, 6−3    |
| Lió          | 1994 | Marc Rosset (2)       | Jim Courier           | 6−4, 7−6(2)         |
| Lió          | 1993 | Pete Sampras (3)      | Cédric Pioline        | 7−6(5), 1−6, 7−5    |
| Lió          | 1992 | Pete Sampras          | Cédric Pioline        | 6−4, 6−2            |
| Lió          | 1991 | Pete Sampras          | Olivier Delaître      | 6−1, 6−1            |
| Lió          | 1990 | Marc Rosset           | Mats Wilander         | 6−3, 6−2            |
| Lió          | 1989 | John McEnroe          | Jakob Hlasek          | 6−3, 7−6            |
| Lió          | 1988 | Yahiya Doumbia        | Todd Nelson           | 6−4, 3−6, 6−3       |
| Lió          | 1987 | Yannick Noah          | Joakim Nyström        | 6−4, 7−5            |

### Dobles masculins
| Any  | Campions                              | Finalistes                           | Resultat             |
| ---- | ------------------------------------- | ------------------------------------ | -------------------- |
| 2025 | Robin Haase Botic van de Zandschulp   | Tallon Griekspoor Bart Stevens       | 6−7(7), 6−3, [10−5]  |
| 2024 | Sadio Doumbia Fabien Reboul           | Albano Olivetti Sam Weissborn        | 6−7(4), 6−4, [10−6]  |
| 2023 | Robin Haase Matwé Middelkoop          | Maxime Cressy Albano Olivetti        | 7−6(4), 4−6, [10−6]  |
| 2022 | Pierre-Hugues Herbert Nicolas Mahut   | Lloyd Glasspool Harri Heliövaara     | 4−6, 7−6(3), [12−10] |
| 2021 | Henri Kontinen Édouard Roger-Vasselin | Jonathan Erlich Andrei Vasilevski    | 6−2, 7−5             |
| 2020 | Nikola Čačić Mate Pavić               | Dominic Inglot Aisam-ul-Haq Qureshi  | 6−4, 6−7(4), [10−4]  |
| 2019 | Ivan Dodig Édouard Roger-Vasselin     | Benjamin Bonzi Antoine Hoang         | 6−3, 6−3             |
| 2018 | Ken Skupski Neal Skupski              | Ben McLachlan Hugo Nys               | 7−6(2), 6−4          |
| 2017 | Alexander Zverev Mischa Zverev        | Fabrice Martin Daniel Nestor         | 6−4, 6−7(3), [10−7]  |
| 2016 | Mate Pavić Michael Venus              | Alexander Zverev Mischa Zverev       | 7−5, 7−6(4)          |
| 2015 | Marcus Daniell Artem Sitak            | Dominic Inglot Florin Mergea         | 3−6, 6−4, [16−14]    |
| 2014 | Nikolai Davidenko Denis Istomin       | Marc Gicquel Nicolas Mahut           | 6−4, 1−6, [10−7]     |
| 2013 | Marc Gicquel Michaël Llodra           | Johan Brunström Raven Klaasen        | 6−3, 3−6, [11−9]     |
| 2012 | Nicolas Mahut Édouard Roger-Vasselin  | Paul Hanley Jamie Murray             | 6−4, 7−6(4)          |
| 2011 | No celebrat                           | No celebrat                          | No celebrat          |
| 2010 | Stephen Huss Ross Hutchins            | Marc López Eduardo Schwank           | 6−2, 4−6, [10−7]     |
| 2009 | Julien Benneteau Nicolas Mahut        | Arnaud Clément Sébastien Grosjean    | 6−4, 7−6(6)          |
| 2008 | Michaël Llodra Andy Ram               | Stephen Huss Ross Hutchins           | 6−3, 5−7, [10−8]     |
| 2007 | Sébastien Grosjean Jo-Wilfried Tsonga | Łukasz Kubot Lovro Zovko             | 6−4, 6−3             |
| 2006 | Julien Benneteau Arnaud Clément       | František Čermák Jaroslav Levinský   | 6−2, 6−7(3), [10−7]  |
| 2005 | Michaël Llodra Fabrice Santoro        | Jeff Coetzee Rogier Wassen           | 6−3, 6−1             |
| 2004 | Jonathan Erlich Andy Ram (2)          | Jonas Björkman Radek Štěpánek        | 7−6(2), 6−2          |
| 2003 | Jonathan Erlich Andy Ram              | Julien Benneteau Nicolas Mahut       | 6−1, 6−3             |
| 2002 | Wayne Black Kevin Ullyett             | Mark Knowles Daniel Nestor           | 6−4, 3−6, 7−6(3)     |
| 2001 | Daniel Nestor Nenad Zimonjić          | Arnaud Clément Sébastien Grosjean    | 6−1, 6−2             |
| 2000 | Paul Haarhuis Sandon Stolle           | Ivan Ljubičić Jack Waite             | 6−1, 6−7(2), 7−6(7)  |
| 1999 | Piet Norval Kevin Ullyett             | Wayne Ferreira Sandon Stolle         | 4−6, 7−6(5), 7−6(4)  |
| 1998 | Olivier Delaître Fabrice Santoro      | Tomàs Carbonell Francisco Roig       | 6−2, 6−2             |
| 1997 | Ellis Ferreira Patrick Galbraith      | Olivier Delaître Fabrice Santoro     | 3−6, 6−2, 6−4        |
| 1996 | Jim Grabb Richey Reneberg             | Neil Broad Piet Norval               | 6−2, 6−1             |
| 1995 | Jakob Hlasek Ievgueni Kàfelnikov (2)  | John-Laffnie de Jager Wayne Ferreira | 6−3, 6−3             |
| 1994 | Jakob Hlasek Ievgueni Kàfelnikov      | Martin Damm Patrick Rafter           | 6−7, 7−6, 7−6        |
| 1993 | Gary Muller Danie Visser              | John-Laffnie de Jager Stefan Kruger  | 6−3, 7−6             |
| 1992 | Jakob Hlasek Marc Rosset              | Neil Broad Stefan Kruger             | 6−1, 6−3             |
| 1991 | Tom Nijssen Cyril Suk                 | Steve DeVries David Macpherson       | 7−6, 6−3             |
| 1990 | Patrick Galbraith Kelly Jones         | Jim Grabb David Pate                 | 7−6, 6−4             |
| 1989 | Eric Jelen Michael Mortensen          | Jakob Hlasek John McEnroe            | 6−2, 3−6, 6−3        |
| 1988 | Brad Drewett Broderick Dyke           | Michael Mortensen Blaine Willenborg  | 3−6, 6−3, 6−4        |
| 1987 | Guy Forget Yannick Noah               | Kelly Jones David Pate               | 4−6, 6−3, 6−4        |